# Закон о борьбе с иностранной пропагандой и дезинформацией
Закон о борьбе с иностранной пропагандой и дезинформацией (англ. Countering Foreign Propaganda and_Disinformation Act) — закон США, принятый 8 декабря 2016 года. Проект изначально назывался Законом о противодействии информационной войне. 
Законопроект был написан в марте 2016 года сенаторами Робом Портманом (республиканец) и Крисом Мёрфи (демократ).  Был доложен в Палате представителей Соединенных Штатов двухпартийным способом; соавторами были конгрессмены Адамом Кинзингером (республиканец, Иллинойс) и Тедом Лиу (демократ, Калифорния). 
Как в Палате представителей, так и в Сенате законопроект был включён в Закон об утверждении государственной обороны на 2017 финансовый год. Был одобрен Конгрессом  2 декабря 2016 года.  Сенат утвердил закон 8 декабря 2016.
В результате принятия законопроекта было образован Global Engagement Center (приблизительный (неофициальный) перевод названия: «Центр глобальных действий»), цель которого — координация действий правительства США по борьбе с пропагандой и дезинформацией иностранных государств и террористических организаций. 
В числе мероприятий Центра — противодействие конспирологическим версиям причин пандемии коронавируса, распространяемым, по мнению Центра, российскими телеканалами и интернет-ботами (российская сторона последовательно отрицает обвинения в распространении дезинформации).